# 西丁街道
西丁街道，是中华人民共和国河北省邢台市南宫市下辖的一个乡镇级行政单位。

## 行政区划
西丁街道下辖以下地区：
西丁家庄村、西邓家庄村、王母庄村、华家庄村、大刘庄村、崔庄村、东乞家庄村、西乞家庄村、温家庄村、温张庄村、北杜村、茶棚李庄村、魏家庄村、柳树庄村、南旧城村、北旧城村、大赵庄村、小赵庄村和西孟家庄村。